# Kotemallur, Honnali
Kotemallur là một làng thuộc tehsil Honnali, huyện Davanagere, bang Karnataka, Ấn Độ.